# البذرة (مسلسل)
البذرة مسلسل اجتماعي جزائري من إنتاج التلفزيون الجزائري، من إخراج محمد حازورلي. تم إنتاجه عام 2008.

## نبذة
تدور أحداث المسلسل حول عمار، رجل غني جدًا يعيش مع زوجته وابنتيه وولده. يتقاسم عمار إدارة شركة مع شريكه. ذات يوم، تعطلت سيارته، مما اضطره لاستقلال سيارة أجرة ليصل إلى منزله سريعًا قبل أن يتوجه إلى المطار. ولكن بعد وصوله إلى المنزل، نزل من السيارة وقطع بعض الخطوات، ليتذكر أنه نسي حقيبته في السيارة. جرى خلف السائق، لكنه لم يستطع اللحاق به. وعندما فتح الحقيبة التي عثر عليها، اكتشف أنها تحتوي على المال، تذاكر الطائرة، وصكوك بنكية.
تتسارع الأحداث ويجد عمار نفسه في ضائقة مالية مع شريكه، مما يدفعه لبيع فيلته. تطلب زوجته الطلاق، ويوافق على طلبها ويشتري منزلاً جديدًا، لكن أولاده يرفضون الانتقال معه باستثناء ابنته بشرى.
في هذه الأثناء، يتوجه الطيب، سائق التاكسي، إلى منزل عمار، ولكنه يجد أنه قد رحل. تُدلّه صاحبة المنزل الجديد على عنوان الموثق الذي ساعد في بيع الفيلا، ويبدأ رحلة البحث عن عمار. تتخلى بشرى عن دراستها الجامعية لتعتني بوالدها الذي يمر بحالة نفسية صعبة، بينما تفر ابنة عمار الثانية مع والدتها إلى إسبانيا بطريقة غير شرعية.
تتطلع صونيا، زوجة عمار السابقة، للزواج من شريكه بعد وفاة زوجته. وفي تلك الأثناء، يجد الطيب عمار بعد يأس طويل، ويعود الأمل إلى قلبه عندما يرى أن بذور الخير لن تموت أبدًا.
يتعرض ابن عمار لمشكلة قانونية عندما يُلفق له زميله السابق تهمة تزوير، ولكن الطيب ينقذه مرة أخرى. بعد ذلك، ينشئ عمار شركة جديدة سرًا، وتبدأ الأحداث بالتطور مع انطلاق الجزء الثاني من المسلسل، حيث يسافر عمار إلى إسبانيا بحثًا عن ابنته ويقع أسيرًا لدى جماعة تهريب. تتعقد الأمور عندما يُلفق ابن عمار تهمة للطيب ليبعده عن الشركة، مما يؤدي إلى حدوث فتنة مع خطيبته بشرى.

## الممثلون
- محمد عجايمي عمر
- مراد شعبان طيب
- نضال دوجة
- أسماء جرمون بشرى
- مصطفى عياد سعيد
- فتيحة بربار
- محمد نبيل نبيل
- بن يوسف حطاب مقران
- دوجة عشاشي
- فتيحة وراد
- تنهينان
- رانية سيروتي
- آمنة بلجودي
- صوفيا مجبر
- أمال بن عمرة
- نورة باباسة صونيا
- لامية بوسكين
- خالد بن وقليل خالد
- فؤاد زاهد فؤاد
- عبد الحميد رابية
- حفيظة بن ضياف
- فؤاد بن طالب
- حجلة أوجيت
- محمد عوادي
- عبد الحق بن معروف
- أرزقي سيواني
- عبد الفتاح عباس
- سليم وليكان
- محمد توزالين
- فيصل ذواق
- خالد غربي
- بلقاسم عمار
- فيصل عجايمي
- محمد بسام
- طارق عكاشة